# Irene Scodnik
Irene Scodnik (1850 – 1940) è stata una scrittrice e patriota italiana, principale esponente dell'irredentismo femminile italiano.

## Biografia
Irene Scodnik nacque dall'ungherese Maria Miller e da Francesco Ignazio Scodnik, capitano goriziano di stanza a Cremona che durante i moti del '48 aveva prima liberato la città e poi costituito a Milano il primo nucleo della Legione Lombardia. Dopo il trasferimento della famiglia a Torino, Irene e sua sorella Irma frequentarono l'Istituto d'Orsi. Nel capoluogo piemontese conobbe il futuro marito Matteo Renato Imbriani, il quale era esule assieme al padre Paolo Emilio. La coppia si sposò nel 1872. In seguito Scodnik avrebbe definito il loro matrimonio "una novelletta (dal vero)" in un racconto intitolato Un matrimonio originale, scritto in terza persona che narra la loro vita coniugale intrecciata con i principali avvenimenti storico-politici di quel periodo.
Nel 1877 la coppia si trasferì a Napoli, dove nel loro appartamento costituirono un comitato patriottico, capostipite del movimento irredentista italiano. Scodnik ebbe un ruolo centrale nell'associazione "Pro Italia Irredenta" e collaborò al giornale L'Italia degli Italiani fondato da suo marito. Durante la prima guerra mondiale non riuscì a partecipare alle attività della Croce rossa per via della sua precaria salute, tuttavia si iscrisse come socia nella sezione napoletana della stessa e si attivò nei comitati di Antonia Nitti Persico e delle "Donne alleate" con sua sorella Irma. Le Scodnik offrirono assistenza alle mogli dei combattenti, si prodigarono nel curare i feriti negli ospedali e si occuparono della corrispondenza con i soldati al fronte, in particolare con l'irredentista Cesare Battisti, le cui cartoline furono donate da Irene alla Biblioteca Nazionale di Napoli.
A differenza di altre irredentiste come Stefania Turr, Scodnik non vedeva l'arruolamento un ruolo adatto per le donne, ma preferiva che queste si dedicassero al soccorrimento dei feriti. Nel periodo interbellico non aderì al fascismo, ma sostenne le attività femministe di sua sorella. Scrisse il suo diario, fece pubblicare gli scritti del suo defunto marito e riordinò il materiale delle famiglie di patrioti Imbriani e Poerio, donato alla Biblioteca Nazionale napoletana.